# Progomphus bellei
Progomphus bellei é uma espécie de libelinha da família Gomphidae.
É endémica dos Estados Unidos da América.
Os seus habitats naturais são: rios e lagos de água doce.